# Polemus
Polemus là một chi nhện trong họ Salticidae.

## Các loài
- Polemus chrysochirus Simon, 1902
- Polemus galeatus Simon, 1902